# مرآة الزمان في تواريخ الأعيان
مرآة الزمان في تواريخ الأعيان وقد ورد اسمه أيضًا: (مرآة الزمان في وفيات الفضلاء والأعيان)، كتاب من تأليف أبي المظفر شمس الدين يوسف بن الأمير حسام الدين قِزُغْلِي، المعروف بسبط ابن الجوزي. ولد ونشأ ببغداد، ورباه جده أبو الفرج ابن الجوزي، وانتقل إلى دمشق فاستوطنها، وتوفي فيها سنة 654هـ.

## التعريف بالكتاب
هو كتاب تاريخي عالمي عام، ألفه سبط ابن الجوزي حسب التنظيم الحولي، حيث يتناول تاريخ العالَم منذ بدء الخليقة وحتى وفاة مؤلفه عام 654هـ/1256م.

## آراء حول الكتاب
يعد هذا الكتاب من المراجع المهمة في التاريخ العربي، كان له تأثير واضح في كتب من أرخ بعده، حيث نجد رواياته قد نثرت في كتبهم، وصرح بذلك الداوداري (توفي 736هـ) في كتابه فقال: «التأريخ الكبير المسمى بمرآة الزمان، جمع فيه العجائب والغرائب ما نثرت جملة التأريخ». وقد أثار هذا الكتاب اهتمام المؤرخين القدماء والمعاصرين، فمنهم من انتقده، ومنهم من أثنى عليه، وكان اليونيني من جملة هؤلاء، إذ أنه وجده «أجمع التواريخ مقصداً وأعذبها مورداً وأحسنها بيانًا، وأصحّها رواية، يكاد خبره يكون عيانًا...».